# Антибиограм
Антибиограм је резултат in vitro испитивања осетљивости изолованог бактеријског соја на различите антибиотике и хемотерапеутике.
Иако се у клиничкој пракси антибиотици често прописују на основу искуства и фармакотерапијских смерница, код бактерија за које је познато да већи број сојева показује резистенцију према типично примењиваним антибиотицима, неопходно је урадити антибиограм.
За прављење антибиограма неопходно је најпре из клиничког узорка, односно примокултуре истог, изоловати и идентификовати патоген, а затим у чистој култури добијеној пресејавањем прикладном техником извести испитивање осетљивости. Постоје две основне методе израде антибиограма.

## Дифузиони метод
Дифузиони метод се изводи на чврстој хранљивој подлози (најчешће је у питању Милер-Хинтонов агар изливен у Петријевој шољи) на којој су бактерије претходно густо засејане. На подлогу се постављају различите посебно направљене таблете или филтер хартије натопљене антибиотиком, па се бактерије тако култивишу. Антибиотик дифундује кроз подлогу, остварујући градијент концентрације. Након култивисања, резултати се добијају мерењем зоне инхибиције раста и поређењем са табеларним вредностима за дати антибиотик и бактерију, па се осетљивост соја описује као: осетљив (S), интермедијерно осетљив (I) или резистентан (R). Главна мана овог метода је што не даје квантитативне резултате, односно не пружа информације о концентрацији датог агенса која условљава инхибиторни или бактерицидни учинак. Ипак, рутински се најчешће примењује јер се на једноставан начин може испитати осетљивост на низ антибиотика (на само једној подлози) а резултати које даје су у највећем броју случајева довољни за избор адекватне терапије.
Како постоји добра корелација између пречника зоне инхибиције раста и минималне инхибиторне концентрације, семиквантитативност методе се може постићи конструисањем праве линеарне регресије.

### Епсилон тест
Епсилон тест се такође изводи на чврстој подлози и заснива на дифузији антибиотика кроз медијум. За извођење се користе посебне, комерцијално доступне траке које садрже неравномерно импрегниран антибиотик чија концентрација експоненцијално опада дуж траке. Након инкубације је уочљива елипсоидна зона инхибиције раста, а минимална инхибиторна концентрација (МИК) се очитава са скале у пресеку ужег сегмента зоне и саме траке.

## Дилуциони метод
Постоје две варијанте овог метода — агар дилуциони и бујон дилуциони — мада се други примењује чешће. У епруветама са хранљивим бујоном направи се низ разблажења (серијски, тако да свака следећа епрувета има дупло мању концентрацију) антибиотика, а затим се у њих дода иста количина испитиваних бактерија. Концентрација антибиотика у првој епрувети у којој нема замућења (нема прираста бактерија) одговара минималној инхибиторној концентрацији (МИК). За одређивање минималне бактерицидне концентрације, врши се пресејавање из преосталих епрувета без замућења и прве са замућењем на чврсту хранљиву подлогу па након инкубације тражи прираст колонија. Први изостанак колонија одговара минималној бактерицидној концентрацији (МБК).
Однос МБК и МИК је значајан параметар осетљивости бактеријског соја. Високо толерантним сојевима означавају се они код којих је овај однос већи од 32.